# Monster (álbum de R.E.M.)
Monster es el noveno álbum de estudio de la banda de rock estadounidense R.E.M., lanzado el 27 de septiembre de 1994 por Warner Bros. Records. Producido por la banda y Scott Litt y grabado en cuatro estudios, el álbum fue un cambio estilístico intencional de los dos álbumes anteriores, Out of Time (1991) y Automatic for the People (1992), con tonos de guitarra fuertes y distorsionados y música simple. Las letras de Michael Stipe a veces tratan sobre la naturaleza de la celebridad y algunas se cantan desde el punto de vista de un personaje.
Liderado por el exitoso sencillo «What's the Frequency, Kenneth?», Monster debutó en el número uno en los Estados Unidos y al menos en otros siete países, y recibió críticas generalmente positivas. Se lanzaron cuatro sencillos más del álbum, incluidos los éxitos del top 20 del Reino Unido «Bang and Blame», «Strange Currencies» y «Tongue». Ese año, la banda promocionó el álbum con su primera gira de conciertos desde 1989; aunque la gira fue un éxito comercial, los miembros de la banda sufrieron varios problemas de salud. En la 37.ª Entrega Anual de los Premios Grammy, Monster fue nominado a Mejor Álbum de Rock, pero perdió ante Voodoo Lounge de The Rolling Stones. El seguimiento del álbum, New Adventures in Hi-Fi (1996), se grabó principalmente durante la gira.

## Antecedentes y grabación
A finales de 1992, R.E.M. lanzó Automatic for the People, cuya intención principal era hacer un álbum de rock más duro después de las texturas más suaves de Out of Time. Varios críticos  —así como Peter Buck y Mike Mills, guitarrista y bajista de la banda respectivamente— lo consideraron como el mejor álbum de su carrera, y alcanzó los números uno y dos en las listas de éxitos del Reino Unido y Estados Unidos. Vendió más de quince millones de copias en todo el mundo. A principios de 1993, R.E.M. convocó a una reunión de cuatro días en Acapulco para planificar sus próximos dos años. El grupo acordó un plan para 1994 hasta 1996, que incluía grabar un nuevo álbum y realizar una gira para promocionarlo. El baterista Bill Berry estaba particularmente ansioso por hacer una gira, algo que la banda no había hecho desde 1989, e insistió en que el álbum fuera «roquero». La banda acordó que después de Out of Time y Automatic for the People, no querían grabar otro álbum de ritmo lento. El líder Michael Stipe, en una entrevista de 2019 con BBC Music, vio el álbum como un intento de «reinventar» a R.E.M., queriendo hacer «algo que fuera ruidoso, atrevido y punk rock».
Más tarde ese año, comenzaron a grabar su noveno álbum. La preproducción se llevó a cabo en Kingsway Studio (Nueva Orleans) bajo la supervisión de Mark Howard, quien había trabajado en Automatic for the People. El guitarrista Peter Buck dijo que la banda escribió cuarenta y cinco canciones, incluido «el material acústico de un álbum completo» que probaron. Según Howard, las sesiones fueron experimentales: «El bajo tenía un sonido de trémolo. Fue una sesión más inventiva para ellos». El estudio no tenía una sala de control, por lo que Howard grabó a Michael Stipe cantando ideas líricas mientras estaba acostado en un sofá: «Poder bajar esas voces lo ayudó a escribir las letras de muchas canciones en Monster». Cuando se terminaron las sesiones Howard le pasó las grabaciones al coproductor Scott Litt, que había trabajado con la banda desde su quinto álbum Document (1987).

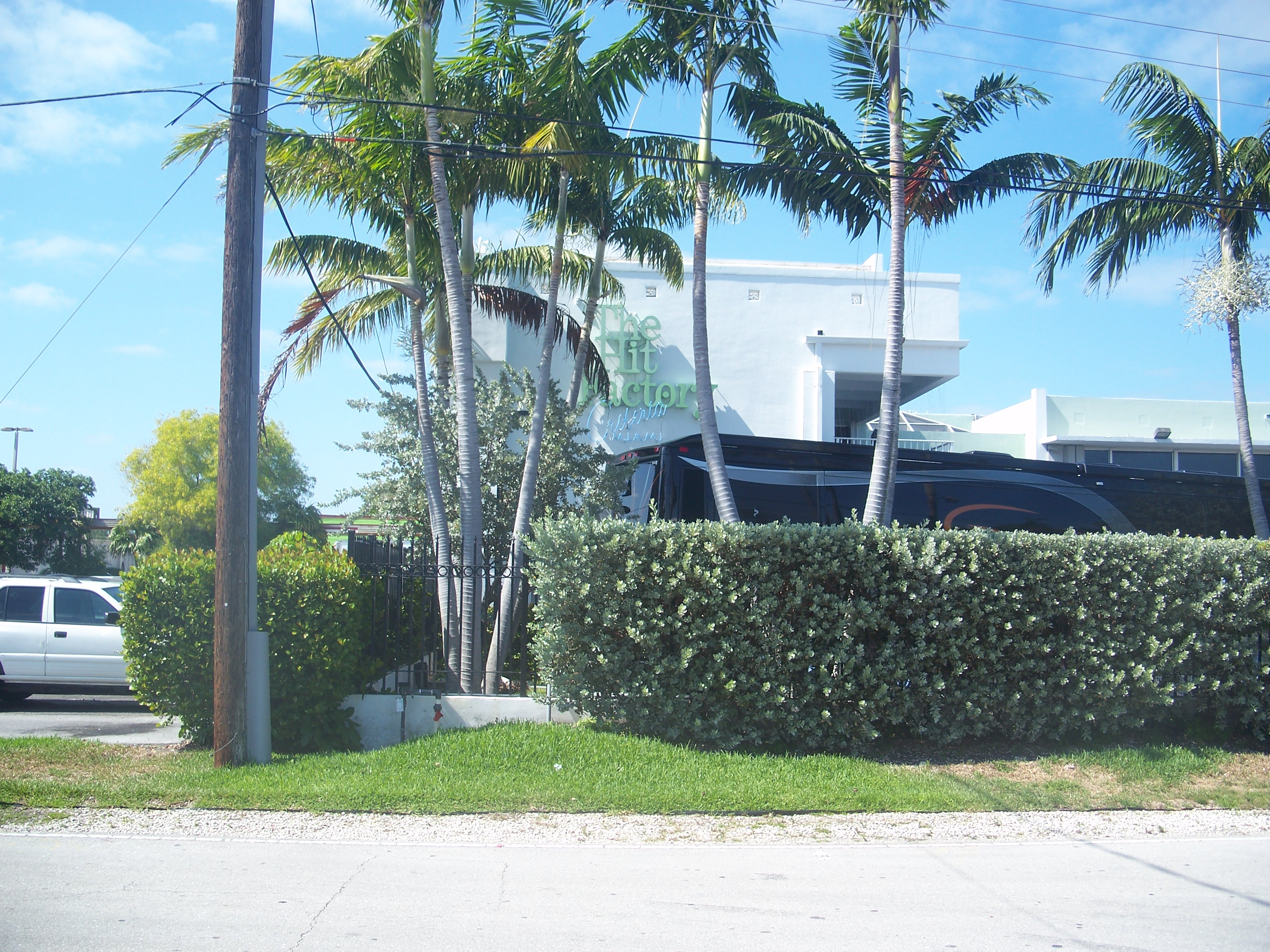
Parte de Monster se grabó en Criteria Studios (Miami)

En febrero de 1994, la banda se mudó a Crossover Soundstage en Atlanta (Georgia). Ahí la mayoría de las pistas básicas del álbum se grabaron en vivo como si la banda estuviera tocando en un concierto. Litt dijo: «Pensé que, dado que no habían estado de gira en mucho tiempo, sería bueno para ellos tener esa mentalidad: ya sabes, monitores, megafonía, ponerse de pie». Las sesiones se vieron obstaculizadas por varios eventos, incluidos Berry y el bajista Mike Mills que se enfermaron en ocasiones separadas, Buck y Stipe se fueron a visitar a familiares y la muerte de los amigos de Stipe, el actor River Phoenix y Kurt Cobain de Nirvana. La banda escribió y grabó «Let Me In» en tributo a Cobain y dedicó el álbum a Phoenix, cuya hermana Rain hizo los coros en «Bang and Blame».
A fines de abril de 1994, la banda se mudó a Criteria Studios en Miami (Florida), pero la grabación se interrumpió porque Stipe tenía un absceso dental. A diferencia de las sesiones de álbumes anteriores, cuando la producción se trasladó a Ocean Way Recording (Los Ángeles), la banda estaba retrasada. Litt atribuyó el retraso a la grabación en vivo en Crossover, lo que alargó el proceso de mezcla; le dijo a Rolling Stone: «Estamos tratando de averiguar qué tan crudo dejarlo y cuánto estudiarlo. Stipe todavía estaba escribiendo canciones cuando se suponía que la banda mezclaría el álbum. Surgieron tensiones entre los miembros de la banda, que se alojaban en diferentes lugares de Los Ángeles y rara vez estaban en el estudio al mismo tiempo». La situación llegó a un punto crítico cuando el grupo estaba grabando en Louie's Clubhouse, el estudio de la casa de Litt en Los Ángeles; años más tarde, Stipe recordó: «Rompimos... Llegamos al punto en que ninguno de nosotros podía hablarse, y estábamos en una habitación pequeña, y solo dijimos “jódete” y eso fue todo». El grupo se reunió para resolver sus asuntos; Mills le dijo a Rolling Stone: «Tenemos que comenzar a trabajar como una unidad nuevamente, algo que no hemos estado haciendo muy bien últimamente».

## Composición
A diferencia de los dos álbumes anteriores de R.E.M., Monster incorporó tonos de guitarra distorsionados, sobregrabaciones mínimas y toques de glam rock de la década de 1970. Peter Buck describió el álbum como «un disco de “rock” entre comillas». Explicó: «Eso no es lo que empezamos a hacer, pero ciertamente así resultó ser. Hay una sensación de nudge, nudge, wink, wink en todo el disco. Es como un disco de rock, pero ¿lo es realmente?». Mike Mills le dijo a Time: «En álbumes anteriores, habíamos estado explorando instrumentos acústicos, tratando de usar el piano y la mandolina, e hicimos todo lo que queríamos. Y vuelves al hecho de que tocar fuerte la música de guitarra eléctrica es tan divertida como la música puede ser». La voz de Stipe fue agravada en la mezcla. El trabajo de guitarra de Buck en el álbum se inspiró en la guitarra con trémolo de Glen Johansson de Echobelly, quien apoyó a R.E.M. en el Monster Tour. La música del álbum ha sido descrita como grunge, rock alternativo, glam rock, garage rock, punk rock, y lo-fi por los críticos. La banda lo ha llamado un disco «astuto, directo, de punk rock, destrozado y estúpido». «What's the Frequency, Kenneth?», «Crush with Eyeliner» y «Circus Envy» se han descrito como glam rock.
Stipe escribió las letras de Monster con carácter; esto, según el biógrafo Dan Buckley, «puso al Stipe real a una distancia de la máscara adoptada para cada canción». El álbum trataba sobre la naturaleza de la celebridad y «lo espeluznante del fandom como patología». Buck calificó el álbum como una reacción a la popularidad de la banda: «Cuando leí las letras pensé, todos estos tipos están totalmente jodidos. No sé quiénes son, porque no son Michael [Stipe]. Yo diría que esto fue la única vez que ha hecho personajes espeluznantes, y no sé si alguien entendió eso. Salía de sus cosas interpretando estas partes que no son él». La banda notó que al final de ciertas canciones, dejaron coros en blanco, donde Mills y Berry solían cantar en armonía, para que los fanáticos pudieran cantar.

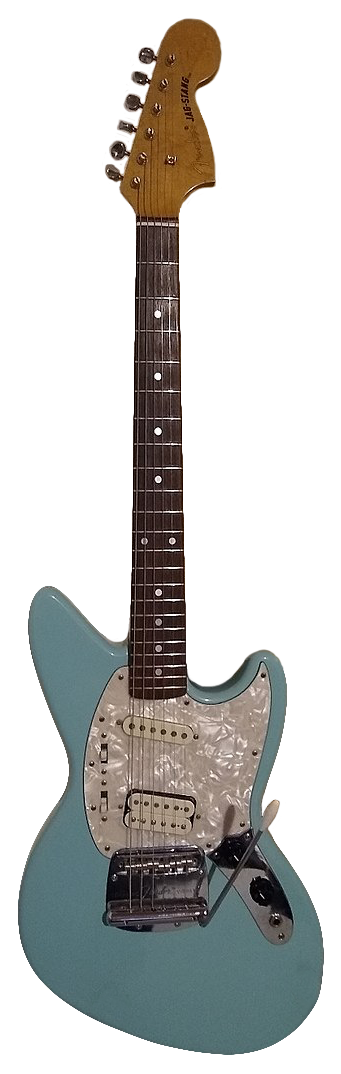
Para la grabación de la canción «Let Me In», Mills utilizó una guitarra Fender Jag-Stang que pertenecía a Cobain. Como la guitarra era para zurdos tuvo que tocarla al revés.

La canción «Let Me In» fue dedicada a la memoria del músico estadounidense Kurt Cobain, líder de la banda de grunge Nirvana, quien mantuvo una estrecha amistad con Stipe. El 5 de abril de 1994, durante las primeras sesiones de grabación de Monster, falleció a causa de una herida de escopeta autoinflingida. En una entrevista de Rolling Stone, cuatro meses antes de su muerte, declaró:

«Sé que vamos a sacar un disco más, al menos, y tengo una idea bastante clara de cómo va a sonar: bastante etéreo, acústico, como el último álbum de R.E.M. (Automatic for the People). Si pudiera escribir solo un par de canciones tan buenas como las que han escrito... No sé cómo esa banda hace lo que hace. Dios, son los mejores. Han lidiado con sus éxitos como santos y siguen ofreciendo buena música».
Kurt Cobain

Durante la grabación de la pista, Mills usó una guitarra Fender Jag-Stang que pertenecía a Cobain; su viuda Courtney Love, líder de la banda Hole, se la dio al propio Mills. Como Cobain era zurdo y Mills diestro, tuvo que tocar la guitarra al revés. Por otro lado, Buck utilizó un órgano Farfisa para la grabación del tema. Hablando durante el Evening Session Show de BBC Radio 1 en 1994, Stipe reflexionó sobre cómo las muertes de Cobain y del actor estadounidense River Phoenix contribuyeron a la creación de Monster: «Sentimos que alcanzamos el cenit con este disco. La muerte de River me impidió escribir durante casi cinco meses. Cuando empecé a componer, se me ocurrió “Crush With Eyeliner”, “What's the Frequency, Kenneth?”, “Circus Envy” y después, cuando Kurt murió a la mitad haciendo el disco y simplemente levanté los brazos y tuve que expresar la frustración que tenía, tratando de sacarlo del estado mental en el que estaba y sin tener éxito, bueno, escribí esa canción (“Let Me In”) y la pusimos en el disco».

## Embalaje
La portada presenta un dibujo borroso de la cabeza de un oso sobre un fondo anaranjado. El concepto se originó cuando Stipe le mostró al artista Chris Bilheimer un globo que quería usar como portada del álbum y le dijo que «jugara». Bilheimer cambió el color del globo, que originalmente era verde, y volvió a fotografiar la cabeza del oso. Cuando le quedaban los últimos fotogramas de un rollo de película, tomó algunas fotos sin molestarse en enfocar las tomas, lo que a él y a Stipe les terminó gustando más. El lanzamiento en disco compacto original de Monster también presentaba una carcasa de poliestireno naranja, similar a la amarilla utilizada para el de Automatic for the People. La contraportada tiene el cuerpo del oso a la izquierda junto a la lista de canciones centrada, y las notas interiores presentan imágenes del personaje de dibujos animados Migraine Boy. «Saqué a Migraine Boy de Flagpole», le dijo Stipe a Molly McCommons, su entrevistadora de doce años e hija del editor de la revista, Pete McCommons. «Me gustaría agradecer oficialmente a Flagpole por presentarme a Greg Fiering y Migraine Boy. No conozco a Greg, pero he hablado mucho con él por teléfono. De hecho, estábamos en San Francisco al mismo tiempo. pero estaba trabajando en otro proyecto y tuvimos una visita televisiva de unas dos horas. Esta es una exclusiva. No creo que nadie más sepa sobre Migraine Boy todavía». En el programa de televisión del personaje aparece como tema de introducción y cierre el riff inicial de la canción «Crush with Eyeliner». El folleto contiene varios nombres alternativos y títulos provisionales de canciones grabadas para el álbum. En entrevistas, la banda ha descrito su proceso de nombrar álbumes: pegan una hoja grande de papel en la pared del estudio y luego escriben ideas aleatorias a medida que ocurren. Una canción mencionada en la lista es «Revolution», una toma descartada que luego apareció en la banda sonora de Batman & Robin y en el disco extra de In Time: The Best of R.E.M. 1988–2003. El título provisional de «King of Comedy» era «Yes, I Am Fucking With You», cuya frase aparece en las notas interiores. El disco compacto de lujo edición limitada incluía un libro de tapa dura de cincuenta y dos páginas con fotografías y el arte del disco, incluido Migraine Boy, similar a los extras visuales de otras ediciones limitadas de álbumes de R.E.M. de los años ‘80 y ‘90, que generalmente fueron supervisados y dirigidos por Stipe. El libro también incluía una tira obi y un diseño diferente impreso en el propio disco, que encajaba en una abertura troquelada en forma de estrella dentro de la portada del libro.

## Lanzamiento y recepción
Monster debutó en el número uno en las listas de Billboard y vendió 131 000 copias en cuatro días para alcanzar el primer puesto en la UK Albums Chart. El disco se vendió diez veces más que su rival más cercano, Protection de Massive Attack. Hubo varios éxitos del álbum; particularmente «What's the Frequency, Kenneth?» y «Bang and Blame», que obtuvieron mejores resultados que cualquier sencillo de Automatic for the People en los Estados Unidos y Canadá. Estos dos también tuvieron éxito en el Reino Unido, alcanzando su punto máximo en el número nueve y quince respectivamente. «Star 69» también llegó a las listas, aunque no fue lanzado como sencillo. El álbum fue uno de los primeros promocionados con contenido en línea, que también se distribuyó en disquete.
El álbum fue elogiado en general. El crítico de Rolling Stone, Robert Palmer, señaló que las letras de Stipe trataban cuestiones de identidad: «El concepto de realidad misma está siendo cuestionado: ¿Es esta mi vida o una increíble simulación virtual?», y el cantante ocasionalmente «comienza a sonar no muy diferente la proverbial estrella de rock, quejándose de todos esos fans que simplemente no lo dejan en paz». Palmer agregó: «Lo realmente impresionante de Monster es la forma en que R.E.M. hace que un álbum con temas potencialmente graves sea tan divertido». El crítico de NME Keith Cameron escribió: «Es divertido, con frecuencia, pero nos sentimos distanciados, comprometidos sólo con un nivel de segunda mano. Además, el factor zorro tan ruidosamente pregonado ha brillado por su ausencia». Según Cameron, «En el mejor de los casos, impresionante, en el peor, simplemente divertido, Monster suena como el álbum que “tenían” que hacer, para limpiar su sistema, un simple accesorio para ocupar nuestro tiempo...». Stephen Thomas Erlewine, editor de AllMusic, escribió: «Monster no tiene la unidad conceptual ni la composición consistentemente brillante de Automatic for the People, pero ofrece una amplia gama de texturas sonoras que nunca antes se habían escuchado en un álbum de R.E.M.». Fue votado número 786 en la tercera edición de All Time Top 1000 Albums de Colin Larkin (2000).
En 2005, Warner Bros. lanzó ediciones ampliadas de dos discos de todos los álbumes de estudio de Warner Bros. de la banda. La reedición de Monster incluía un CD, un disco DVD-Audio con una mezcla de sonido envolvente de 5.1 canales del álbum y metraje del concierto del Monster Tour. Las notas del folleto del CD original se ampliaron con letras y una galería de fotos.
En noviembre de 2011, Monster ocupó el noveno lugar en la lista de los diez mejores álbumes de guitarra de 1994 de Guitar World, entre Let's Go de Rancid y Bust a Nut de Tesla. Guitar World también incluyó el álbum en su lista «Superunknown: 50 Iconic Albums That Defined 1994». Rolling Stone originalmente lo nombró el segundo mejor álbum del año, pero lo redujo al decimoquinto mejor en una reclasificación de 2014. «What's the Frequency, Kenneth?» ocupó el puesto 16 en la lista de Paste de los 20 mejores canciones de R.E.M. de todos los tiempos en 2009, el número 11 de la lista de las 20 mejores canciones de R.E.M. de Consequence of Sound, y el número 19 de la lista de ThoughtCo de las 40 mejores canciones de R.E.M.

## Promoción

### Sencillos
Entre 1994 y 1995 se publicaron cinco sencillos para promocionar el álbum: «What's the Frequency, Kenneth?», «Bang and Blame», «Crush with Eyeliner», «Strange Currencies» y «Tongue». El primero de ellos, «What's the Frequency, Kenneth?», salió a la venta el 5 de septiembre de 1994, veintidós días antes del lanzamiento de Monster, y es el sencillo principal del disco. Ya para su salida logró encabezar la primera posición en la lista Alternative Airplay de Billboard, y en Islandia. Al mes siguiente, el 31 de octubre de 1994 se publicó «Bang and Blame», que al igual que con el sencillo anterior logró llegar a la primera posición en la lista Alternative Airplay una vez más. En Canadá también se posicionó en la primera casilla de la lista Canada Top Singles de RPM. En cambio «Crush with Eyeliner» no logró ser comercialmente más exitoso que sus antecesores, llegó a quedar en la posición 23 en la lista Official Charts Company de Inglaterra y Escocia, mientras que en Australia, Bélgica e Irlanda logró quedarse en la posición 55, 45 y 21 respectivamente. «Strange Currencies» tampoco fue comercialmente exitoso, solamente llegó a quedar en la casilla 100 en la lista australiana, y en la Billboard Hot 100 se ubicó en la posición 47. Ya para la salida del último sencillo, «Tounge», en comparación a sus antecesoras, logró llegar a una posición más alta en la lista escocesa al encabezarse en el número 10, y para Irlanda estuvo en el puesto 12.
La recepción de los cinco sencillos fueron generalmente positivas: Steve Baltin de Cash Box calificó «What's the Frequency, Kenneth?» «Peak of the Week», diciendo que es «una canción fuerte, pero no es tanto un sencillo como la introducción al disco más esperado de otoño. En ese nivel, es un éxito rotundo. La canción literalmente explota en las ondas con un una versión actualizada del rock de guitarra clásico antes de que el retumbar de la batería lleve la canción a la voz única de Michael Stipe. A partir de ahí, la pista se abre camino a través de varios tempos de rock sin perder nunca el impulso de su explosión inicial de energía», y para «Bang and Blame» comentó: «Con una melodía de guitarra con bordes duros, el vocalista Michael Stipe obtiene uno de sus mejores momentos de Monster cuando canta: “You kiss on me/don't kiss on me/you tug on me don't tug on me”. El ritmo propulsor de esta canción también debería resultar atractivo incluso para los no fans del grupo». Chuck Campbell de Knoxville News Sentinel comentó que en «What's the Frequency, Kenneth?»  la «guitarra poderosa pero no sucia» de Buck es la pieza central del primer sencillo «satisfactorio», y a su vez dijo que el «fanfarrón» «Crush with Eyeliner» contiene «la actitud de Michael Stipe más segura de sí misma y divertida». Andrew Mueller de Melody Maker escribió que «Strange Currencies» «pone el acompañamiento de “Everybody Hurts” a través de un amplificador brutal y barato y reemplaza el bálsamo universal con el heroísmo humillante del admirador no correspondido. “Fool might be my middle name”, canta, gloriosamente, inútilmente enamorado, “I tripped and I fell...you will be mine”. Ah, el patetismo, la alegría desesperada y engañosa de todo esto. Encantador». Howard Hampton de Spin sintió que es mejor que su «emotivo predecesor» «Everybody Hurts», describiéndolo como una pista «trémula, prometiendo tu alma». Para «Tonuge» los críticos elogiaron el falsete de Stipe, Paul Evans de Rolling Stone sintió que «el falsete Chi-Lites de Stipe es una revelación; en otros lugares declama con clara autoridad». Stipe dijo que la canción «tiene que ver con el cunnilingus».

### Gira

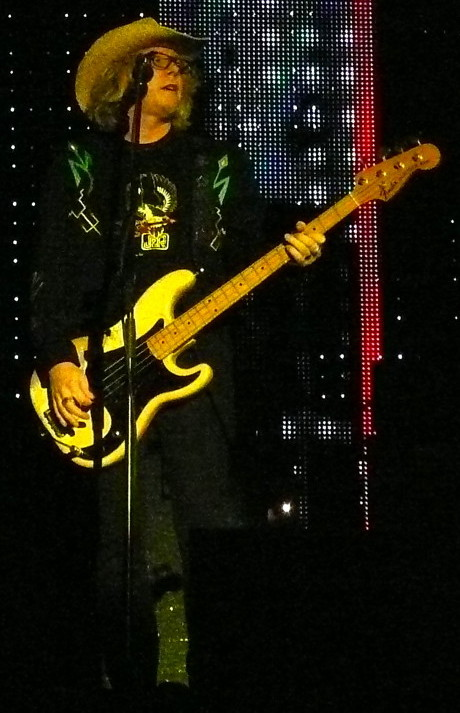
Después de no realizar giras con sus dos álbumes anteriores, R.E.M. utilizó una elaborado tour para promocionar Monster; el bajista Mike Mills (fotografiado en 2008) tenía una nueva apariencia, con cabello largo y trajes Nudie

A pesar de sus posiciones más altas en las listas hasta la fecha en 1991 y 1992, R.E.M. decidieron no hacer una gira después de que encontraron agotadora la gira de un año de duración de Green. El Monster Tour fue la primera salida del grupo en seis años. La gira, que tocó en arenas y anfiteatros, así como en algunos estadios de Europa, comenzó en enero de 1995 con espectáculos en Australia y Japón y continuó por Europa y Estados Unidos durante el resto del año. Los actos de apoyo incluyeron a Sonic Youth, Grant Lee Buffalo y Radiohead. Aunque la gira fue un éxito comercial, fue difícil para el grupo. El 1 de marzo, Berry se derrumbó en el escenario durante una presentación en Lausana (Suiza), después de sufrir un aneurisma cerebral. Fue operado inmediatamente y se recuperó completamente en un mes. El aneurisma de Berry fue el comienzo de una serie de problemas de salud para la banda; Mills se sometió a una cirugía para eliminar una adherencia intestinal en julio y un mes después, Stipe se sometió a una cirugía de emergencia para reparar una hernia. Sin embargo, el grupo compuso y estrenó varias canciones nuevas durante la gira y grabó la mayor parte de New Adventures in Hi-Fi, su próximo álbum, durante la gira. Utilizaron grabadoras de ocho pistas para capturar los programas y basaron el nuevo álbum en esas grabaciones.

## Reedición de 25 aniversario
R.E.M. decidió lanzar una edición de lujo del 25 aniversario de Monster en 2019, después de haber lanzado dicha edición para el predecesor de Monster, Automatic for the People, en 2017. La edición contiene versiones remasterizadas, en vivo y de demostración de las canciones del álbum, así como, inusualmente, un disco compacto que contiene una versión completamente remezclada del álbum. El remix fue una creación del productor original Scott Litt, quien durante mucho tiempo se arrepintió del trabajo de mezcla original que había realizado en Monster, que involucraba distorsión y voces bajas en la mezcla, de acuerdo con el estilo grunge popular en ese momento. Sintió que las pistas estaban innecesariamente confusas y no constituían un álbum cohesivo, y señaló que, en las tiendas de discos usados, siempre veía copias de Monster que la gente había regalado, y rara vez copias de los otros álbumes de R.E.M., lo que indicaba al oyente insatisfacción. Para el remix del 25 aniversario, Litt hizo que las voces de Stipe y otros fueran más prominentes y claras, eliminó algunas pistas instrumentales, como la guitarra entrecortada en el coro de «What's the Frequency, Kenneth?», e incluso usó algunas tomas de voces diferentes, por ejemplo, en «Strange Currencies». Citó la nueva versión de «Let Me In», cuyas voces son más comprensibles, como «quizás el mejor ejemplo de lo que sucede en el remix, que es la simplicidad».
Los miembros de R.E.M., aunque apoyaron el remix, dijeron que todavía estaban contentos con la producción original y dijeron que, en palabras de Stipe, transmitía «exactamente quiénes éramos en ese momento». El sitio web de música Pitchfork criticó el remix y escribió: «el exceso ineludible del tono de guitarra de Buck, así como la resbaladiza voz de Stipe, son lo que hacen que el disco sea especial; cuando inviertes estos efectos, comienza a ser indistinguible de cualquier otro disco de R.E.M.».

## Lista de canciones
Todas las canciones están escritas por Bill Berry, Mike Mills, Peter Buck y Michael Stipe.

| Lado A o «C Side» |                                  |          |  |
| N.º               | Título                           | Duración |  |
| 1.                | «What's the Frequency, Kenneth?» | 4:00     |  |
| 2.                | «Crush with Eyeliner»            | 4:39     |  |
| 3.                | «King of Comedy»                 | 3:40     |  |
| 4.                | «I Don't Sleep, I Dream»         | 3:27     |  |
| 5.                | «Star 69»                        | 3:07     |  |
| 6.                | «Strange Currencies»             | 3:52     |  |

| Lado B o «D Side» |                    |          |  |
| N.º               | Título             | Duración |  |
| 7.                | «Tongue»           | 4:13     |  |
| 8.                | «Bang and Blame»   | 5:30     |  |
| 9.                | «I Took Your Name» | 4:02     |  |
| 10.               | «Let Me In»        | 3:28     |  |
| 11.               | «Circus Envy»      | 4:15     |  |
| 12.               | «You»              | 4:54     |  |

## Personal
| - Bill Berry - batería, percusión, bajo, coros, producción - Peter Buck - guitarra, órgano Farfisa en «Let Me In», producción - Mike Mills - bajo, piano, órgano, coros, guitarra en «Let Me In», producción - Michael Stipe - voz, producción Músicos adicionales - Ané Diaz – coros en «Bang and Blame» - Sally Dworsky – coros en «King of Comedy» y «Bang and Blame» - Lou Kregl - coros en «Bang and Blame» - Thurston Moore – guitarra y coros en «Crush with Eyeliner» - Rain Phoenix – coros en «Bang and Blame» - Lynda Stipe – coros en «Bang and Blame» | Personal técnico - David Colvin – segundo ingeniero (Crossover) - Jeff DeMorris – segundo ingeniero (Ocean Way) - Mark Gruber – segundo ingeniero (Criteria) - Mark Howard – ingeniero (Kingsway) - Victor Janacua – segundo ingeniero (Ocean Way) - Scott Litt – producción - Stephen Marcussen – ingeniero de masterización (Masterización de precisión) - Pat McCarthy – ingeniero - Mark «Microwave» Mytrowitz – asistente técnico |

## Posicionamiento en listas
| País/Continente | Lista (1994-95)                               | Mejor posición |
| --------------- | --------------------------------------------- | -------------- |
| Australia       | ARIA Charts                                   | 2              |
| Austria         | Ö3 Austria Top 40                             | 1              |
| Bélgica         | Ultratop                                      | 26             |
| Alemania        | Offizielle Top 100                            | 2              |
| Canadá          | Top Albums/CDs (RPM)                          | 1              |
| Dinamarca       | Hitlisten                                     | 2              |
| Europa          | European Top 100 Albums                       | 1              |
| Francia         | Syndicat national de l'édition phonographique | 11             |
| Hungría         | Magyar Hanglemezkiadók Szövetsége             | 25             |
| Italia          | Federazione Industria Musicale Italiana       | 52             |
| Nueva Zelanda   | Official New Zealand Music Chart              | 1              |
| Noruega         | VG-lista                                      | 2              |
| Portugal        | Associação Fonográfica Portuguesa             | 3              |
| Escocia         | Official Charts Company                       | 1              |
| España          | Productores de Música de España               | 59             |
| Suecia          | Sverigetopplistan                             | 1              |
| Suiza           | Schweizer Hitparade                           | 1              |
| Reino Unido     | Official Charts Company                       | 1              |
| Estados Unidos  | Billboard 200                                 | 1              |

| País/Continente | Lista (1994)                     | Posición |
| --------------- | -------------------------------- | -------- |
| Australia       | ARIA Charts                      | 46       |
| Austria         | Ö3 Austria Top 40                | 34       |
| Canadá          | Top Albums/CDs (RPM)             | 23       |
| Europa          | European Top 100 Albums          | 15       |
| Nueva Zelanda   | Official New Zealand Music Chart | 28       |
| Suecia          | Sverigetopplistan                | 13       |
| Suiza           | Schweizer Hitparade              | 39       |
| Reino Unido     | Official Charts Company          | 6        |
| Estados Unidos  | Billboard 200                    | 67       |

| País/Continente | Lista (1995)                     | Posición |
| --------------- | -------------------------------- | -------- |
| Canadá          | Top Albums/CDs (RPM)             | 40       |
| Europa          | European Top 100 Albums          | 31       |
| Alemania        | Offizielle Top 100               | 40       |
| Nueva Zelanda   | Official New Zealand Music Chart | 35       |
| Reino Unido     | Official Charts Company          | 47       |
| Estados Unidos  | Billboard 200                    | 36       |

## Certificaciones
| Región | Certificación | Ventas     |
| --- | ------------- | ---------- |
| Australia (ARIA) | Platino       | 70 000^    |
| Austria (IFPI) | Platino       | 50 000*    |
| Bélgica (BEA) | Oro           | 25 000*    |
| Canadá (Music Canada)                                                                                                 | Platino ×6    | 600 000^   |
| Finlandia (Musiikkituottajat)                                                                                         | Oro           | 21 125     |
| Francia (SNEP) | Oro ×2        | 200 000*   |
| Alemania (BVMI) | Platino       | 500 000^   |
| Italia (FIMI) | Platino ×2    | 500 000    |
| Países Bajos (NVPI)                                                                                                   | Oro           | 50 000^    |
| España (PROMUSICAE)                                                                                                   | Platino       | 100 000^   |
| Suecia (GLF) | Platino       | 100 000^   |
| Suiza (IFPI Switzerland)                                                                                              | Platino       | 50 000^    |
| Reino Unido (BPI) | Platino ×3    | 900 000^   |
| Estados Unidos (RIAA)                                                                                                 | Platino ×4    | 2 900 000  |
| Resúmenes |               |            |
| Europa (IFPI) | Platino ×2    | 2 000 000* |
| Mundial | —             | 9 000 000  |
| * Cifras de ventas basadas únicamente en la certificación. ^ Cifras de envíos basadas únicamente en la certificación. |               |            |